# 12. februar
12. februar je 43. dan leta v gregorijanskem koledarju. Ostaja še 322 dni (323 v prestopnih letih).

## Dogodki
- 1541 – Pedro de Valdivia ustanovi Santiago de Nuevo Extremo, današnji Santiago de Chile
- 1593 – 3.000 Josenskih vojščakov pod generalom Kwon Yulom uspešno brani Korejo pred 30.000 japonskimi vojščaki med Obleganje Heangjuja.
- 1818 – Čile postane neodvisna država
- 1912 – odstopi zadnji kitajski cesar Pu Ji
- 1920 – delovati prične ustavodajna skupščina Kraljevine Srbov, Hrvatov in Slovencev
- 1924 – v newyorškem Carnegie Hallu premierno uprizorijo Gershwinovo Rapsodijo v modrem
- 1941 – nastop nemških oklepnih enot pod poveljstvom Rommla v Libiji (operacija Sonnenblumen)
- 1943 – Ferhat Abbas objavi Manifest alžirskega ljudstva
- 1945 – v Frankolovem pri Celju so Nemci obesili 100 talcev
- 1947 – Christian Dior v Parizu prvič predstavi kolekcijo oblačil v slogu new look
- 1974 – Aleksander Solženicin izgnan iz Sovjetske zveze
- 2014 – po zaslugi alpske smučarke Tine Maze Slovenija osvoji svojo prvo zlato medaljo na zimskih olimpijskih igrah
- 2019 – v veljavo stopi Prespanski sporazum, s katerim se država Makedonija uradno preimenuje v Severno Makedonijo in razreši dolgoletni spor o imenu z Grčijo

## Rojstva
- 1074 – Konrad II., kralj Nemčije in Italije († 1101)
- 1218 – Kudžo Joricune, 4. japonski šogun († 1256)
- 1322 – Ivan Henrik Luksemburški, tirolski grof, moravski mejni grof († 1375)
- 1585 – Caspar Berthelsen Bartholin, danski zdravnik, teolog († 1629)
- 1608 – Daniello Bartoli, italijanski zgodovinar, humanist († 1685)
- 1665 – Rudolf Jakob Camerer, nemški botanik in zdravnik († 1721)
- 1753 – François-Paul Brueys d'Aigalliers, francoski admiral († 1798)
- 1768 – Franc I., avstrijski cesar († 1835)
- 1774 – Valentin Stanič, slovenski pesnik, planinec († 1847)
- 1785 – Pierre Louis Dulong, francoski kemik in fizik († 1838)
- 1809:
  - Charles Robert Darwin, angleški naravoslovec († 1882)
  - Abraham Lincoln, ameriški predsednik († 1865)
- 1813 – James Dwight Dana, ameriški geolog, mineralog, naravoslovec, zoolog († 1895)
- 1824:
  - Karl Siegmund von Hohenwart, avstrijski državnik († 1899)
  - Svami Dajananda Sarasvati, indijski hindujski reformator († 1883)
- 1828:
  - George Meredith, angleški pisatelj, pesnik († 1909)
  - Valentin Matija Živic, slovenski izumitelj († 1917)
- 1856 – Eduard von Böhm-Ermolli, avstrijski feldmaršal († 1941)
- 1859 – Émile Meyerson, poljski kemik in filozof († 1933)
- 1861 – Lou Andreas-Salomé, rusko-nemška pisateljica, psihoanalitičarka († 1937)
- 1866 – Lev Izakovič Šestov, ruski filozof († 1938)
- 1876 – Thubten Gyatso, trinajsti dalajlama († 1933)
- 1877 – Louis Renault, francoski industrialec, pionir avtomobilske industrije († 1944)
- 1881 – Ana Pavlovna Pavlova, ruska plesalka († 1931)
- 1884 – Johan Laidoner, estonski general († 1953)
- 1887 – Edelmiro Julián Farrell, argentinski general, politik († 1980)
- 1892 – Theodor Plievier, nemški pisatelj († 1955)
- 1893:
  - Omar Nelson Bradley, ameriški general († 1981)
  - Marcel Gilles Jozef Minnaert, belgijski biolog, astronom († 1970)
- 1900 – Vasilij Ivanovič Čujkov, maršal Sovjetske zveze († 1982)
- 1909 – Zoran Mušič, slovenski slikar, grafik in risar, uveljavljen v Benetkah in Parizu († 2005)
- 1911 – Hans Habe, ameriški pisatelj madžarskega rodu († 1977)
- 1912 – Josip Kalčič, slovenski skladatelj, dirigent in glasbeni pionir († 1995)
- 1918 – Julian Seymour Schwinger, ameriški fizik, matematik, nobelovec 1965 († 1994)
- 1932 – Princesa Astrid Norveška
- 1934 – Saša Vegri, slovenska pesnica († 2010)
- 1942 – Ehud Barak, izraelski general, politik
- 1969 – Darren Aronofsky, ameriški filmski režiser in scenarist
- 1970 – Aiken Veronika Prosenc, slovenska filmska producentka in režiserka
- 1972 – Owen Nolan, kanadski hokejist
- 1974 – Toranosuke Takagi, japonski avtomobilski dirkač
- 1990 – Đorđe Živadinović Grgur, srbski igralec
- 1993 – Jennifer Stone, ameriška filmska in televizijska igralka

## Smrti
- 1101 – cesar Daozong, dinastija Liao (* 1032)
- 1128 – Tugtakin, seldžuški atabeg Damaska
- 1242 – Henrik VII. Nemški, nemški sokralj (* 1211)
- 1247 – Ermesinda Luksemburška, grofica (* 1186)
- 1612 – Christopher Clavius, nemški matematik, astronom (* 1538)
- 1654 – Andrej Kobav, slovenski jezuit, teolog, kronolog, matematik (* 1593)
- 1690 – Charles Le Brun, francoski slikar (* 1619)
- 1786 – Adam Farkaš, slovenski pesnik in rektor na Ogrskem (* 1730)
- 1804 – Immanuel Kant, nemški filozof (* 1724)
- 1834 – Friedrich Schleiermacher, nemški teolog in filozof (* 1768)
- 1889 – Mori Arinori, japonski politik (* 1847)
- 1896 – Charles Louis Ambroise Thomas, francoski skladatelj (* 1811)
- 1897 – Homer Dodge Martin, ameriški slikar (* 1836)
- 1904 – Antonio Labriola, italijanski marksistični filozof (* 1843)
- 1916 – Julius Wilhelm Richard Dedekind, nemški matematik (* 1831)
- 1935 – Georges Auguste Escoffier, francoski kuhar (* 1846)
- 1939 – Søren Peder Lauritz Sørensen, danski kemik (* 1868)
- 1940 – Hermann Kantorowicz, nemški učenjak (* 1877)
- 1947 – Kurt Lewin, nemški psiholog (* 1890)
- 1959 – France Pavlovec, slovenski slikar (* 1897)
- 1965 – Alma Sodnik, slovenska filozofinja (* 1896)
- 1984 – Julio Cortázar, argentinski pisatelj (* 1914)
- 1992 – Nikolaj Nikolajevič Bogoljubov, ruski fizik, matematik (* 1909)

## Goduje
- sveti Benedikt Anianski
- sveta Evlalija